# Gemmina gemmarum
Gemmina gemmarum är en svampart som först beskrevs av Jean Louis Emile Boudier, och fick sitt nu gällande namn av Raitv. 2004. Gemmina gemmarum ingår i släktet Gemmina och familjen Hyaloscyphaceae.   Inga underarter finns listade i Catalogue of Life.